# Steve Moneghetti
Stephen James Moneghetti (Ballarat, Australia, 26 de septiembre de 1962) es un corredor de fondo australiano. Es considerado uno de los mejores corredores de maratón de su país, aunque también participó en pruebas de medio fondo y de campo a través.
En su primera participación en un maratón, en los Juegos de la Mancomunidad de 1986, logró la medalla de bronce. En las tres ediciones siguientes repetiría medalla: fue segundo en Auckland 1990, medalla de oro en Victoria 1994, y bronce en los 10 000 metros lisos en Kuala Lumpur 1998.
Consiguió su primera victoria en el maratón de Berlín de 1990. En el año 1994 logró el triunfo en el Maratón Internacional de Tokio. En los campeonatos del mundo de atletismo sus mejores resultados fueron un cuarto puesto en Roma 1987 y la medalla de bronce en Atenas 1997, ambos en la prueba de maratón. Compitió en cuatro ediciones de los juegos olímpicos: Sídney 2000, Atlanta 1996, Barcelona 1992 y Seúl 1988. Su mejor posición en unos juegos olímpicos fue quinto en los juegos de Seúl 1998.